# 21 juli
21 juli är den 202:a dagen på året i den gregorianska kalendern (203:e under skottår). Det återstår 163 dagar av året.

## Återkommande bemärkelsedagar

### Nationaldagar
- Belgiens nationaldag (till minne av kung Leopold I:s tronbestigning denna dag 1831)

## Namnsdagar

### I den svenska almanackan
- Nuvarande – Johanna
- Föregående i bokstavsordning
  - Daniel – Namnet förekom på dagens datum under 1600-talet, men flyttades 1701 till 11 december, där det har funnits sedan dess.
  - Jane – Namnet infördes 1986 på 2 september. 1993 flyttades det till dagens datum och 2001 till 3 maj.
  - Jean – Namnet infördes på dagens datum 1986, men flyttades 1993 till 29 maj och utgick 2001.
  - Jeanette – Namnet har följt samma väg som Jean, genom att 1986 införas på dagens datum och 1993 flyttas till 29 maj. Till skillnad från Jean har det dock funnits där sedan dess och utgick alltså inte 2001.
  - Johanna – Namnet förekom tidigare på 15 december, men infördes på dagens datum 1755 och har funnits där sedan dess.
  - Praxedes – Namnet fanns, till minne av ett helgon, som var en av de första kristna jungfrurna i Rom, på dagens datum före 1755, då det utgick till förmån för Johanna.
- Föregående i kronologisk ordning
  - Före 1755 – Praxedes och Daniel
  - 1755–1900 – Johanna
  - 1901–1985 – Johanna
  - 1986–1992 – Johanna, Jean och Jeanette
  - 1993–2000 – Johanna och Jane
  - Från 2001 – Johanna
- Källor
  - Brylla, Eva (red.): Namnlängdsboken, Norstedts ordbok, Stockholm, 2000. ISBN 91-7227-204-X
  - af Klintberg, Bengt: Namnen i almanackan, Norstedts ordbok, Stockholm, 2001. ISBN 91-7227-292-9

### Finlandssvenska almanackan
- Nuvarande från 2025[1] – Johanna, Jenny, Hanna, Jonna, Jenna, Joanna, Hannele
- I föregående revideringar[a][2]
  - 1929–1949 – Johanna
  - 1950–1972 – Johanna, Hanna, Jenny
  - 1973–1999 – Johanna, Jenny, Hanna, Hannele
  - 2000–2014 – Johanna, Joanna, Jonna, Jenny, Hanna, Hannele
  - 2015–2019 – Johanna, Joanna, Jonna, Jenna, Jenny, Hanna, Hannele
  - 2020–2024 – Jenny, Johanna, Hanna, Jonna, Jenna, Joanna, Hannele

## Händelser
- 356 f.Kr. – Herostratos bränner ner Artemistemplet i Efesos.
- 230 – Sedan Urban I har avlidit den 23 maj väljs Pontianus till påve. Eftersom Pontianus blir den förste påve, som behandlas i de påvekrönikor, som börjar nedtecknas från och med 200-talet blir han också den förste påve, som man känner till exakt tillträdesdag för (tidigare påvar har som bäst kunnat dateras till ett bestämt år).
- 649 – Sedan Theodor I har avlidit den 14 maj väljs Martin I till påve. Eftersom han snart gör sig ovän med den bysantinske kejsaren Konstans II i Konstantinopel, genom att gå emot honom i flera viktiga frågor, blir han redan efter fyra år avsatt av kejsaren. Martin accepterar avsättningen utan blodsutgjutelse och avlider två år senare i landsförvisning på Krimhalvön.
- 1773 – Påve Clemens XIV låter officiellt upplösa den över 200 år gamla religiösa Jesuitorden genom skrivelsen Dominus ac Redemptor, sedan orden har blivit förbjuden i flera katolska länder under de senaste åren (då den dels anses som ett hot mot de styrande klasserna, dels går emot upplysningstidens ideal). Den lyckas dock överleva i Preussen och Ryssland, eftersom Preussen är protestantiskt och påven därför inte har någon makt där, medan den ryska kejsarinnan Elisabet har förbjudit påvliga påbud att utföras i Ryssland. När napoleonkrigen går mot sitt slut och ”den gamla ordningen” i Europa ska återställas (dock utan de kungliga enväldena) anses orden inte längre som något hot och påve Pius VII kan därför återupprätta den 1814.
- 1798 – En fransk armé på 20 000 man, ledd av generalen Napoleon Bonaparte, besegrar en osmansk här på 50 000 man (bland annat förstärkt med mamluker), ledd av Murad Bey, i slaget vid pyramiderna nära Kairo i Egypten. Nederlaget blir ett svårt psykologiskt och taktiskt slag för osmanerna. Dels har deras legendariska starka kavalleri blivit besegrat, dels innebär det slutet på mamlukernas styre över Egypten, som har varat i över 500 år (sedan 1250). Napoleon hoppas att detta ska bli inledningen på långvarig fransk närvaro i landet, men fransmännens nederlag mot britterna i slaget vid Nilen tio dagar senare krossar dessa drömmar.
- 1861 – En nordstatshär på uppåt 35 000 man drabbar samman med en jämstark sydstatsstyrka i det första slaget vid Bull Run i Virginia, vilket blir den första större drabbningen under det amerikanska inbördeskriget, som har utbrutit tre månader tidigare. Nordstatsarmén är på väg mot sydstatshuvudstaden Richmond, för att inta den och på så vis få ett snabbt slut på kriget, men detta är ett politiskt framtvingat beslut och armén är egentligen inte förberedd för det. Därför blir slaget en seger för sydstatarna och båda sidor inser, att kriget inte kommer att ta slut i en handvändning. Först i april 1865 avgår nordstatssidan med segern.
- 1865 – Revolvermannen Wild Bill Hickock skjuter ner spelaren och förre soldaten Davis Tutt i Springfield i Missouri efter ett bråk om kvinnor (Hickock ska ha gjort Tutts syster med barn, medan Tutt ska ha visat stort intresse för den dam Hickock sällskapade med). Detta blir den första kända revolveruppgörelsen i vilda västern och en av få, som faktiskt äger rum. Under vilda västern-tiden förekommer inte många sådana dueller, men de kommer sedermera att ingå i den ikoniska bilden av perioden, då de ofta förekommer och romantiseras i skönlitteratur, radioföreställningar och filmer. Vid uppgörelsen utförs skjutningen inte heller på det vis, som sedermera blir klassiskt inom västerngenren (att männen står vända mot varandra och ska ”dra först”), utan snarare på klassiskt duellmanér, genom att beskåda varandra från sidan och sedan sikta på varandra, innan de skjuter.
- 1878 – Under upptäcktsresanden Adolf Erik Nordenskiölds ledning lämnar fartygen Vega och Lena norska Tromsø, en månad efter att de har lämnat Sverige, för att ge sig ut på en expedition för att finna Nordostpassagen (alltså en farbar vattenväg norr om Ryssland). Expeditionen kommer att ta två år, varunder den under vintern 1878–1879 sitter fast i isen i Norra ishavet i flera månader. Efter att man har seglat runt hela den eurasiska kontinenten återvänder man till Stockholm i triumf, efter vad som anses som en av de största svenska vetenskapliga framgångarna under 1800-talet.
- 1937 – Den irländska fristatens Dáil (parlament) utser politikern och frihetskämpen Éamon de Valera, som även är partiet Fianna Fáils ledare, till landets verkställande råds president, vilket i praktiken innebär att han är Irlands premiärminister. de Valera blir den sista personen på posten, då den strax före årsskiftet samma år avskaffas och ersätts av titeln Taoiseach, som får delvis andra befogenheter och även formellt är premiärminister. de Valera blir då den förste personen i detta ämbete och innehar det till 1948 (plus två omgångar under 1950-talet).
- 1944 – Amerikanska trupper inleder en landstigning på stillahavsön Guam, för att återta ön från japanerna och slaget om Guam kommer att pågå i tre veckor. Den 10 augusti har amerikanerna återtagit hela ön med en förlustsiffra på 1 747 av 36 000 man, medan japanerna räknar strax över 18 000 av 22 000 döda. Detta blir dock ett av de fall, där japanska styrkor fortsätter att kämpa även efter stillahavskrigets och hela andra världskrigets slut och så sent som 1972 kapitulerar den siste japanske soldaten på ön.
- 1954 – Den andra delen av Genèvekonferensen, som har varat sedan 8 maj, avslutas. De deltagande parterna (Frankrike, Storbritannien, USA, Kina, Sovjetunionen, Laos, Kambodja, Viet Minh (Nordvietnam) och Sydvietnam) har under konferensen förhandlat om ett slut på Indokinakriget mellan Frankrike och dess kolonier i Franska Indokina. Flera stater undertecknar inte konferensens slutdokument och anser sig därmed inte bundna av det (däribland USA), men det innebär att kriget avslutas knappt två veckor senare, att Frankrike ger upp och lämnar sina sydostasiatiska kolonier och att USA börjar ta mer aktiv del i utvecklingen i regionen, vilket sedermera leder till landets aktiva inblandning i Vietnamkriget.
- 1960 – Fru Sirimavo Bandaranaike, som är änka efter Sri Lankas förre premiärminister Solomon Bandaranaike (som mördades i september året före), efterträder sin make som ledare för Sri Lankas frihetsparti (SLFP).[3] Eftersom detta innebär att hon också automatiskt tar över posten som premiärminister blir hon därmed världens första kvinnliga premiärminister, en post hon kommer att inneha i olika omgångar fram till två månader före sin död i oktober 2000.
- 1969 – Sedan den amerikanska månlandningsexpeditionen Apollo 11 kvällen innan har landsatt månlandaren The Eagle på månens yta lämnar astronauten Neil Armstrong månlandaren strax före klockan tre på natten och blir klockan 02.56 den första människan någonsin, som sätter sin fot på månen. En fjärdedel av jordens befolkning följer månlandningen via tv och hör Armstrongs berömda uttalande att ”that's one small step for (a) man, but a giant leap for mankind” (”det är ett litet steg för en människa, men ett jättekliv för mänskligheten”). Sedan även kollegan Buzz Aldrin har landstigit på månen vandrar de båda männen där i två och en halv timme, innan de återvänder till The Eagle och sedan tillbaka till rymdraketen. Tre dagar senare (24 juli) landar de på jorden igen.
- 1970 – Efter en byggtid på tio år står den egyptiska Assuandammen färdig. Den dämmer upp floden Nilen, men att fylla den helt med vatten tar flera år (då den första byggfasen var klar 1964 började man fylla den med vatten, men den är helt fylld först 1976). Vid byggandet av dammen har man skapat en ny sjö, vilket har lett till att området där fornlämningen Abu Simbel fanns har översvämmats. Denna har dock kunnat räddas, sedan FN-organet Unesco har tagit initiativ till att flytta den 1964.
- 1983 – Forskare vid den sovjetiska forskningsstationen Vostok på sydpolen uppmäter en temperatur på −89,2°C, vilket blir den lägsta temperatur som någonsin har uppmätts på jorden vid pålitliga mätningar (detta är mitt i vintern på södra halvklotet). Det blir alltså världsrekord i låg temperatur både dittills (lika låg temperatur har aldrig tidigare uppmätts) och därefter (rekordet är oslaget än idag [2025]). Den högsta temperaturen någonsin på jorden uppmäts i Death Valley i Kalifornien den 10 juli 1913 och uppgår till 56,7°C.

## Födda
- 1414 – Sixtus IV, påve
- 1515 – Filippo Neri, italiensk katolsk präst, ordensgrundare och helgon
- 1620 – Jean Picard, fransk astronom
- 1693 – Thomas Pelham-Holles, brittisk politiker, Storbritanniens premiärminister
- 1816 – Paul Reuter, tysk baron, grundare av nyhetsbyrån Reuters
- 1824 – Stanley Matthews, amerikansk republikansk politiker och jurist, senator för Ohio
- 1851 – Sam Bass, amerikansk tågrånare och western-ikon
- 1858 – Lovis Corinth, tysk målare
- 1872 – August Bruhn, svensk kyrkoherde och liberal politiker
- 1881 – Carl Wallin, svensk skådespelare
- 1883 – Iwar Anderson, svensk kontorist och socialdemokratisk politiker
- 1887 – Tekla Sjöblom, svensk skådespelare
- 1891 – Oskar Kummetz, tysk sjömilitär, generalamiral 1944
- 1896
  - Alice Eklund, svensk skådespelare och regissör
  - Bourke B. Hickenlooper, amerikansk republikansk politiker, guvernör i Iowa och senator för samma delstat
- 1897 – John Marshall Butler, amerikansk republikansk politiker, senator för Maryland
- 1899 – Ernest Hemingway, amerikansk författare, mottagare av Nobelpriset i litteratur 1954
- 1902 – Margit Manstad, svensk skådespelare
- 1905 – David M. Kennedy, amerikansk republikansk politiker, ekonom och affärsman, USA:s finansminister
- 1907 – Georg Rydeberg, svensk skådespelare
- 1908 – William E. Jenner, amerikansk republikansk politiker, senator för Indiana
- 1910 – Viggo Kampmann, dansk socialdemokratisk politiker, Danmarks statsminister
- 1914 – Philippe Ariès, fransk historiker
- 1920 – Constant Nieuwenhuys, nederländsk målare
- 1921 – James Cooke Brown, amerikansk sociolog och science fiction-författare
- 1922
  - Elisaveta von Gersdorff Oxenstierna, svensk grevinna och skådespelare med artistnamnet Elisaveta
  - Marie Hedeholm, svensk skådespelare
  - Mollie Sugden, brittisk skådespelare
- 1923 – Rudolph A. Marcus, kanadensisk-amerikansk fysikalisk kemist, mottagare av Nobelpriset i kemi 1992
- 1926
  - Bill Pertwee, brittisk skådespelare
  - Norman Jewison, kanadensisk regissör, producent, skådespelare och manusförfattare
- 1934 – Edolphus Towns, amerikansk demokratisk politiker, kongressledamot
- 1936 – Berndt Lindstedt, svensk travtränare och kusk
- 1938
  - Les Aspin, amerikansk demokratisk politiker, USA:s försvarsminister
  - Janet Reno, amerikansk demokratisk politiker, USA:s justitieminister
- 1939 – John Negroponte, amerikansk diplomat och politiker
- 1943 – Daniel Tarschys, svensk statsvetare och politiker
- 1945 – Phil Roe, amerikansk republikansk politiker
- 1947 – Jimmy Duncan, amerikansk republikansk politiker
- 1948
  - George W. Casey Jr., amerikansk armégeneral, USA:s arméstabschef
  - Cat Stevens, brittisk sångare, gitarrist och låtskrivare
- 1951 – Robin Williams, amerikansk skådespelare och ståuppkomiker
- 1952
  - John Barrasso, amerikansk republikansk politiker, senator för Wyoming
  - Bobby Bright, amerikansk demokratisk politiker, kongressledamot
- 1953 – John Salazar, amerikansk demokratisk politiker
- 1955
  - Dan Malloy, amerikansk demokratisk politiker, guvernör i Connecticut
  - Taco Ockerse, nederländsk skådespelare, sångare och musiker
- 1957
  - Jon Lovitz, amerikansk skådespelare
  - Stefan Löfven, svensk politiker, partiledare för Socialdemokraterna, Sveriges statsminister
- 1966 – Sarah Waters, brittisk författare
- 1970 – Tone Bekkestad, norsk-svensk meteorolog och väderpresentatör
- 1975 – Leopoldo Alcayaga, chilensk-svensk sångare och artist med artistnamnet Méndez
- 1976 – Isobel Hadley-Kamptz, svensk journalist och författare
- 1978
  - Justin Bartha, amerikansk skådespelare
  - Josh Hartnett, amerikansk skådespelare
  - Damian Marley, jamaicansk reggaemusiker
- 1982 – Linda Karlsson, känd som Miss Li, svensk popartist
- 1983 – Tara Campbell, kanadensisk vattenpolospelare
- 1986 – Enikő Barabás, rumänsk roddare
- 1987 – Kami Craig, amerikansk vattenpolospelare
- 1989 – Rory Culkin, amerikansk skådespelare

## Avlidna
- 1006 – Gisela av Burgund, fransk prinsessa
- 1425 – Manuel II Palaiologos, kejsare av bysantinska riket
- 1683 – William Russell, engelsk politiker
- 1708 – Conrad Reventlow, dansk statsman och adelsman, Danmarks storkansler
- 1796 – Robert Burns, brittisk poet, Skottlands nationalskald
- 1855 – Per Daniel Amadeus Atterbom, svensk författare, kritiker och professor, ledamot av Svenska Akademien
- 1878 – Sam Bass, amerikansk tågrånare och western-ikon
- 1888 – Victoria Benedictsson, författare under pseudonymen Ernst Ahlgren
- 1894 – Frederick Low, amerikansk republikansk politiker och diplomat, guvernör i Kalifornien
- 1903 – Anders Huss, svensk kronofogde och riksdagsman
- 1943 – Charlie Paddock, amerikansk friidrottare (flygplansolycka)
- 1944
  - Eric Engstam, svensk sångtextförfattare, vissångare och skådespelare
  - Avrättade efter 20 juli-attentatet mot Hitler
    - Werner von Haeften, tysk officer
    - Friedrich Olbricht, tysk general
    - Albrecht Mertz von Quirnheim, tysk officer
    - Claus Schenk von Stauffenberg, tysk greve och överste
    - Henning von Tresckow, tysk generalmajor
- 1948
  - Arshile Gorky, amerikansk-armenisk konstnär
  - D.W. Griffith, amerikansk regissör
- 1967
  - Albert Luthuli, sydafrikansk lärare och politiker, mottagare av Nobels fredspris 1960
  - Basil Rathbone, brittisk skådespelare
- 1968 – Ruth St. Denis, amerikansk dansös
- 1985 – Alvah Bessie, amerikansk författare
- 1987 – Louis DaPron, amerikansk skådespelare, steppdansare och danskoreograf
- 1994 – Hugh Scott, amerikansk republikansk politiker, senator för Pennsylvania
- 1996 – Inger Jacobsen, norsk skådespelare och sångare
- 1998
  - Alan Shepard, amerikansk flygare och astronaut
  - Robert Young, amerikansk skådespelare
- 2000 – Åke Senning, svensk kirurg
- 2004
  - Jerry Goldsmith, amerikansk filmmusikkompositör
  - Edward B. Lewis, amerikansk genetiker, mottagare av Nobelpriset i fysiologi eller medicin 1995
- 2006 – Kåge Gustafson, svensk tecknare
- 2009 – Marcel Jacob, svensk musiker
- 2011
  - Thorsten Andersson, svensk politiker och landshövding
  - Per-Erik Burud, norsk affärsman
- 2012
  - Susanne Lothar, tysk skådespelare
  - Ali Podrimja, kosovoalbansk poet
- 2015
  - Robert Broberg, svensk sångare och kompositör
  - E.L. Doctorow, amerikansk författare
- 2023
  - Tony Bennett, amerikansk sångare[4]
  - Ann Clwyd, brittisk lärare och politiker, parlamentsledamot för Labour 1983–2019